# Bartolomeo Merelli
Bartolomeo Merelli (Bergamo, 1794 – Milano, 10 aprile 1879) è stato un impresario teatrale e librettista italiano.
È conosciuto soprattutto per essere stato l'impresario del Teatro alla Scala di Milano tra il 1829 ed il 1850 e per aver supportato Giuseppe Verdi ancora emergente nella rappresentazione di alcune delle sue opere più famose come il Nabucco.

## Biografia

### I primi anni e l'agenzia teatrale
Merelli nacque a Bergamo e studiò composizione con Johann Simon Mayr (Gaetano Donizetti era nella stessa classe di Merelli). Egli si trasferì a Milano attorno al 1812 e lavorò come agente teatrale nei teatri locali, scrivendo nel contempo alcuni libretti per Mayr, Donizetti, Nicola Vaccaj e altri compositori. Egli decise di mettere in piedi una propria agenzia nel 1826 ed amministrò stagioni teatrali a Varese, Como e Cremona tra il 1830 ed il 1835, aiutato in questo da Carlo Balochino del Theater am Kärntnertor di Vienna, dal 1836 al 1848.

### La Scala
Dal 1829 al 1850, Merelli amministrò il Teatro alla Scala, inizialmente con altri (tra i quali spiccava Domenico Barbaja) e poi da solo dal 1835. Durante questo periodo, egli fu responsabile nel 1831 dell'organizzazione della prima della Norma di Vincenzo Bellini e poi di moltissime opere di Donizetti (come ad esempio Ugo, conte di Parigi, Lucrezia Borgia, Maria Stuarda e Gemma di Vergy) come di Saverio Mercadante (Il giuramento ed Il bravo).
Malgrado l'amicizia di Donizetti con Merelli, il compositore si lamentò sovente delle iniziative che l'impresario prendeva sulle sue opere. Egli si risentì in particolar modo nel settembre del 1839 quando scoprì che Merelli, senza consultarlo, stava montando una produzione del Gianni di Parigi che, pur essendo stato composto tra il 1828 ed il 1832, non era mai apparso sul palcoscenico. Il 6 settembre Donizetti manifestò una viva protesta, ma era ormai troppo tardi e la première dell'opera partì e rimase senza il consenso del compositore. Successivamente, Donizetti ebbe nuovamente modo di questionare con Merelli dopo alcune produzioni insoddisfacenti delle sue opere al Kärntnertor Theatre.
Nel frattempo, nella primavera del 1839, Merelli aveva chiamato Giuseppe Verdi, che si trovava in un periodo cupo e improduttivo della sua vita, per rappresentare l'Oberto, e dopo aver ottenuto un successo della musica da parte dei principali cantanti della Scala come Giuseppina Strepponi e Giorgio Ronconi che accettarono di prendere parte alla rappresentazione, gli offrì il palcoscenico della Scala per la stagione successiva. Verdi accettò questa occasione incredibile, l'opera ebbe un discreto successo e Giovanni Ricordi si accaparrò i diritti di pubblicazione dello spartito. Merelli stesso diede una mano a Verdi nella composizione suggerendogli di comporre una scena e un quartetto per l'atto II, scena 2.
Merelli propose quindi a Verdi un contratto per tre nuove opere e Verdi lo accettò. La prima, Un giorno di regno, fu "un inqualificabile disastro", ma la seconda, Nabucco, originariamente offerta dal Merelli a Carl Otto Nicolai e da questi rifiutata, fu un trionfo, per poi dare alle scene I Lombardi alla prima crociata nel 1843. Giovanna d'Arco (1845) fu l'ultima delle opere di Verdi ad essere montata dal Merelli, e fu comunque un grande successo, sebbene vi furono problemi con le inadeguate scenografie, coi costumi e con l'orchestra che era troppo ridotta. La rottura con Merelli avvenne quando Verdi lo vide contrattare con Ricordi per vedersi riconosciuti alcuni diritti sulle opere di Verdi e pertanto il compositore bussetano giurò che non avrebbe più collaborato né con Merelli né col suo staff e che non avrebbe mai più messo piede alla Scala.

### Gli ultimi anni
Con la rivoluzione del 1848, Merelli venne sospettato da Radetzky di essere una spia e trascorse pertanto alcuni anni a Vienna dopo aver lasciato la Scala. Nel 1861 egli fece ritorno a Milano e nuovamente ottenne il proprio incarico a teatro come impresario della Scala, ma nel 1863, dopo aver perso gran parte del proprio patrimonio, si ritirò a Bergamo. Malgrado la sua generosità, il suo spirito artistico e le sue pratiche finanziarie avevano portato al fatto che molta gente non avesse ora fiducia in lui. Suo figlio, Eugenio (1825–1882) si preoccupò da impresario egli stesso di organizzare dei tours europei toccando città come Edimburgo, Venezia, Vienna, Parigi e San Pietroburgo.

## Libretti
| Titolo                                                      | Compositore                | Genere               | Anno    |
| ----------------------------------------------------------- | -------------------------- | -------------------- | ------- |
| L'idolo Birmanno                                            | Paolo Brambilla            |                      | 1816    |
| Lanassa (con Gaetano Rossi)                                 | Simon Mayr                 | melodramma eroico    | 1818    |
| Alfredo il grande                                           | Simon Mayr                 | melodramma serio     | 1818    |
| Enrico di Borgogna                                          | Gaetano Donizetti          | opera semiseria      | 1818    |
| Una follia                                                  | Gaetano Donizetti          | farsa                | 1818    |
| Il lupo d'Ostenda                                           | Nicola Vaccai              | opera semiseria      | 1818    |
| Le nozze in villa                                           | Gaetano Donizetti          | opera buffa          | 1820–21 |
| Zoraida di Granata                                          | Gaetano Donizetti          | opera seria          | 1822    |
| Pietro il grande, ossia Un geloso alla tortura              | Nicola Vaccai              | opera buffa          | 1824    |
| La pastorella feudataria                                    | Nicola Vaccai              | opera semiseria      | 1824    |
| Il precipizio, ossia Le fucine di Norvegia                  | Nicola Vaccai              | melodramma semiseria | 1826    |
| Don Desiderio ovvero Il disperato per eccesso di buon cuore | Francesco Morlacchi        | opera buffa          | 1829    |
| Emma, ossia Il protettore invisibile                        | Julius Benoni (1832–1862?) |                      | 1851    |